# Grayia brandegeei
Grayia brandegeei là loài thực vật có hoa thuộc họ Dền. Loài này được (A. Gray) S.L. Welsh & Stutz miêu tả khoa học đầu tiên năm 1984.